# World Port Tournament 2009
Het World Port Tournament 2009 was de 12e editie van dit tweejaarlijkse honkbaltoernooi voor landenteam dat door de Stichting Rotterdam Baseball wordt georganiseerd in het Neptunus Familiestadion in Rotterdam.
De editie van 2009 werd gehouden van 2 tot en met 12 juli. Cuba won het toernooi voor de vierde keer op rij. Vanwege de afzegging op het laatste moment van het team van de Verenigde Staten, werd het toernooischema omgezet, zodanig dat elk team tweemaal tegen elk ander team speelde.

## Deelnemende teams
| Cuba      |
| Japan     |
| Nederland |
| Taiwan    |

## Groepsfase
Wedstrijden
| 2 juli  | Japan     | Taiwan    | 3 - 4  |
| 2 juli  | Nederland | Cuba      | 0 - 1  |
| 3 juli  | Cuba      | Japan     | 8 - 0  |
| 3 juli  | Taiwan    | Nederland | 8 - 3  |
| 4 juli  | Cuba      | Taiwan    | 9 - 1  |
| 4 juli  | Nederland | Japan     | 0 - 6  |
| 5 juli  | Cuba      | Nederland | 10 - 6 |
| 5 juli  | Taiwan    | Japan     | 1 - 6  |
| 6 juli  | Japan     | Nederland | 0 - 8  |
| 8 juli  | Cuba      | Japan     | 10 - 0 |
| 8 juli  | Nederland | Taiwan    | 2 - 1  |
| 9 juli  | Cuba      | Taiwan    | 1 - 1  |
| 9 juli  | Taiwan    | Cuba      | 4 - 5  |
| 9 juli  | Nederland | Japan     | 4 - 3  |
| 10 juli | Japan     | Taiwan    | 1 - 8  |
| 10 juli | Nederland | Cuba      | 2 - 8  |
| 11 juli | Cuba      | Japan     | 1 - 2  |
| 11 juli | Taiwan    | Nederland | 5 - 6  |

## Finale
| 12 juli | Cuba | Nederland | 9 - 3 |

1985 · 1987 · 1989 · 1991 · 1993 · 1995 · 1997 · 1999 · 2001 · 2003 · 2007 · 2009 · 2011 · 2013 · 2015 · 2017 · 2019